# Kaithal
Kaithal (en hindi: कैथल ) es una ciudad de la India, centro administrativo del distrito de Kaithal, en el estado de Haryana.

## Geografía
Se encuentra a una altitud de 236 m s. n. m. a 129 km de la capital estatal, Chandigarh, en la zona horaria UTC +5:30.

## Demografía
Según estimación 2011 contaba con una población de 175 126 habitantes.